# 인텔리전트 네트워크
인텔리전트 네트워크(Intelligent Network, IN)는 ITU-T Q.1200 시리즈 권고에 규정된 표준 네트워크 아키텍처이다. 고정 및 모바일 전기 통신망을 위해 고안되었다. 운용사들은 고정망, 휴대 전화의 GSM 서비스, 기타 모바일 기기에 대해 ISDN, 공중 교환 전화망 등의 표준 전기통신 서비스에 추가하는 것 외에도 여러 부가 가치 서비스를 제공함으로써 자신들을 차별화할 수 있다.
이 인텔리전스는 서비스 계층에서 네트워크 노드들에 의해 제공된다.

## IN 서비스의 예시
- 가상사설망 (가족 그룹 통화)
- 범세계 개인 통신 서비스
- 멀티미디어 메시지 서비스
- 수신자 요금 부담 통화
- 자동 호 분산

## 같이 보기
- IP 멀티미디어 서브시스템
- 부가 가치 서비스